# Libercantus Ensemble
Il Libercantus Ensemble è un gruppo vocale di musica colta fondato a Perugia nel 2006 e diretto da Vladimiro Vagnetti. Il suo repertorio spazia dalla musica antica a quella moderna e quella sacra.

## Storia
Il Libercantus Ensemble è nato nel 2006 con il progetto di riscoprire le polifonie sacre umbre del XIV secolo conservate presso la Biblioteca Augusta di Perugia (in particolare delle musiche del Manoscritto "MS431").  Il gruppo vocale ha ottenuto un buon successo alla X Rassegna di Musica Antica che si è tenuta a L’Aquila, e poi a due Rassegne Corali, l’una svoltasi a Cordenons e l’altra a Barberino Val d'Elsa. Nel 2010 l’ensemble è stato ospite della trecentesca chiesa di Costacciaro nel quadro del Festival D’UmbriAntica Musica, e in seguito dell’Abbazia di Sant'Eutizio a Preci, per la Settimana di Canto Gregoriano, manifestazione organizzata a Norcia. Assieme all’ensemble di musica rinascimentale Orientis Partibus di Assisi è intervenuto in uno spettacolo presso la Basilica Papale di San Francesco di Assisi.
Nel 2014 ha preso parte al IV Concorso Corale Nazionale Città di Fermo aggiudicandosi il secondo premio ex aequo (primo non assegnato) e nello stesso anno ha inciso l'album Geometrie Vocali - Sacred Songs che affronta il tema della musica sacra spaziando dalle Laudi del Laudario di Cortona e brani di Canto gregoriano fino agli autori contemporanei come Urmas Sisask, Arvo Pärt, John Tavener, Franz Biebl, senza tralasciare autori della tradizione polifonica sacra come Giovanni Pierluigi da Palestrina, Hans Leo Hassler, Tomás Luis de Victoria, e il Novecento con Randall Thompson e Francis Poulenc.  L'ensemble è stato interprete in prima esecuzione assoluta ad Assisi dei brani vincitori del Concorso di Composizione intitolato ad Arnaldo Fortini: Serenata-Madrigale del giovanissimo autore veneziano Dario Falcone e Come la gru del compositore venezuelano Raimundo Pereira Martinez nell'edizione del 2015 e del brano Da Lontano del giovane compositore Matteo Magistrali nell'edizione 2016.  In occasione dell'apertura del Giubileo straordinario della misericordia il Libercantus Ensemble ha tenuto un concerto il 7 dicembre 2015 al Pantheon di Roma con un programma di musica sacra mariana.

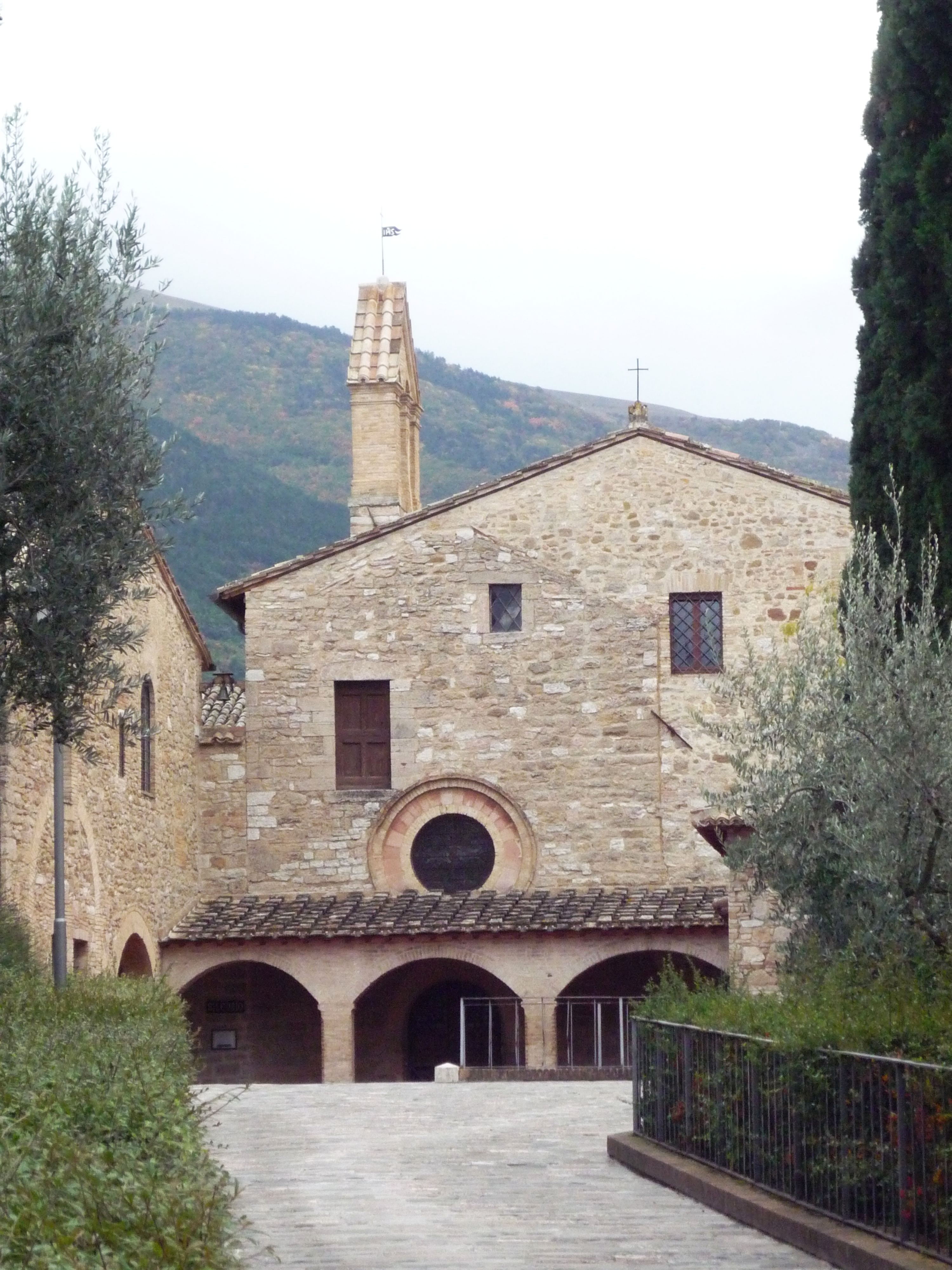
Santuario di San Damiano, Assisi

 Nel 2015 ha partecipato al Concorso Corale Internazionale di Musica Sacra “Irenè” Città di Chivasso aggiudicandosi il Primo Premio. Nello stesso anno è stato ammesso a partecipare alla sezione nazionale del Concorso Polifonico Nazionale Guido d'Arezzo alla sua 32ª edizione: si è aggiudicato il Primo Premio e il diritto di partecipare alla Sezione Internazionale del Concorso polifonico Guido d'Arezzo nel 2016. Si è aggiudicato anche il Premio Speciale Feniarco per la migliore esecuzione di un brano contemporaneo di autore italiano per il brano Insenso del compositore Lorenzo Donati. Nel 2016 ha preso parte al 64º Concorso Polifonico Internazionale Guido d'Arezzo aggiudicandosi il secondo premio (primo non assegnato) per la categoria "gruppi vocali" e al Concorso Corale Internazionale "Antonio Guanti" di Matera, aggiudicandosi il primo premio e il premio speciale "A.Ba.Co" per la migliore esecuzione di un brano di autore contemporaneo italiano per l’esecuzione del brano Insenso di Lorenzo Donati. Nel medesimo anno è entrato nel cartellone della Sagra musicale umbra, e nel settembre il coro è stato ospite della Festa del Cantico di Assisi, giunta alla 52ª edizione, con un concerto tenuto nella piazzetta del santuario di San Damiano in cui ha ripercorso le sonorità delle laudi medievali. L'ensemble ha collaborato con musicisti come l'organista Leonardo Ciampa, il compositore perugino Antonio Rossi, con Gary Graden per la Sagra musicale umbra, con Frate Alessandro e con Paul Phoenix, storico componente dei King's Singers; ha inoltre preso parte a tre edizioni della rassegna letteraria Bagliori d'autore: la prima nel 2011 dedicata a Hermann Hesse, la seconda nel 2015 riservata a William Shakespeare con un repertorio che ha messo al centro il Madrigale inglese e italiano ispirato ai Sonetti del poeta elisabettiano esibendosi sia a Perugia che a Civitanova Marche, e la terza nel 2017 dedicata a Giovanni Boccaccio.
Nel 2017 ha eseguito concerti per il cartellone della 72ª edizione della Sagra musicale umbra dedicata alle celebrazioni per il quinto anniversario della Riforma protestante in cui ha collaborato con il gruppo tedesco Signum Saxophone Quartet e con l'ensemble Nova Alta. Il progetto del repertorio musicale del gruppo commissionato per la 72ª edizione della Sagra musicale umbra è diventato nel gennaio 2019 un album discografico intitolato Fratres pubblicato dalla casa discografica Armel Music - CNI, per la registrazione dell'album è stata utilizzata una tecnica sperimentale, infatti i brani dell'album sono stati eseguiti in una chiesa posizionando il coro in cerchio lungo il perimetro della cupola o in semicerchio lungo la parete absidale, con le voci dei diversi registri mescolate, tale scelta di distribuzione spazializzata dei coristi ha volutamente impedito interventi di post-produzione sui suoni senza aggiungere alcun effetto che potesse modificare il naturale riverbero della chiesa o alterare le caratteristiche timbriche del gruppo. 
Nel 2017 ha partecipato alla VIII edizione del Concorso Nazionale Corale Polifonico del Lago Maggiore di Verbania aggiudicandosi il primo posto oltre al premio speciale Feniarco per l'esecuzione del brano Ecco mormorar l'onde di Claudio Monteverdi e il premio speciale Associazione Cori Piemontesi per l'esecuzione del brano Prière di Corrado Margutti. 
Per la Sagra musicale umbra ha eseguito concerti nel 2018 per il cartellone della 73ª edizione della dedicata al centenario della fine della prima guerra mondiale e al cinquantenario della morte di Aldo Capitini e nel 2019 per il cartellone della 74ª edizione dedicata al rapporto ancestrale dell'umanità con la musica.
Nel 2018 ha partecipato a Torino e a Milano al festival di musica classica MITO SettembreMusica e a Livorno al Festival di Musica Sacra Sanctae Juliae in cui sono state eseguite in prima esecuzione assoluta composizioni di Girolamo Deraco e di Stefano Teani. Le composizioni di Stefano Teani intitolate Sanctae Juliae e Juliae, sono state scritte per Coro con Tablet. Nel 2018 ha eseguito per la XVII edizione del Festival Organistico Morettini di Panicale l'opera Johannes Passion di Heinrich Schütz.
Nel 2019 ha partecipato al Concorso Corale Nazionale di Vittorio Veneto (53ª edizione) aggiudicandosi il secondo posto nella categoria "Musica sacra a cappella originale d'autore", il terzo posto nella categoria "Polifonia profana originale d’autore" e il premio speciale per il programma musicale più interessante; ha inoltre partecipato al IX Concorso Corale Nazionale Città di Fermo aggiudicandosi il primo posto, il premio speciale Arcom e il premio speciale Feniarco per la miglior esecuzione di un brano di autore vivente per l'esecuzione di Insenso di Lorenzo Donati e il premio speciale Arcom al direttore Vladimiro Vagnetti per la migliore concertazione.

## Premi e riconoscimenti
- 2014 - Secondo premio ex aequo (primo non assegnato) al IV Concorso Corale Nazionale Città di Fermo.
- 2015 - Primo Premio al Concorso Corale Internazionale di Musica Sacra “Irenè” Città di Chivasso.
- 2015 - Primo Premio al 32º Concorso Polifonico Nazionale Guido d'Arezzo.
- 2015 - Premio Speciale Feniarco per la migliore esecuzione di un brano contemporaneo di autore italiano del Concorso Polifonico Nazionale Guido d'Arezzo
- 2016 - Secondo premio (primo non assegnato) al 64ª Concorso Polifonico Internazionale Guido d'Arezzo per la categoria "gruppi vocali"
- 2016 - Primo Premio del V Concorso Corale Internazionale "Antonio Guanti" di Matera.
- 2016 - Premio Speciale A.Ba.Co per la migliore esecuzione di un brano di autore contemporaneo italiano del Concorso Corale Internazionale "Antonio Guanti" di Matera.
- 2017 - Primo classificato all'VIII Concorso Nazionale Corale Polifonico del Lago Maggiore di Verbania.
- 2017 - Premio Speciale Feniarco dell'VIII Concorso Nazionale Corale Polifonico del Lago Maggiore di Verbania.
- 2017 - Premio Speciale Associazione Cori Piemontesi dell'VIII Concorso Nazionale Corale Polifonico del Lago Maggiore di Verbania.
- 2019 - Secondo Premio nella categoria "Musica sacra a cappella originale d'autore" al 53º Concorso Corale Nazionale di Vittorio Veneto.
- 2019 - Terzo Premio nella categoria "Polifonia profana originale d’autore" al 53º Concorso Corale Nazionale di Vittorio Veneto.
- 2019 - Premio speciale per il programma musicale più interessante al 53º Concorso Corale Nazionale di Vittorio Veneto.
- 2019 - Primo Premio al IX Concorso Corale Nazionale Città di Fermo.
- 2019 - Premio Speciale Arcom al miglior direttore Vladimiro Vagnetti per la migliore concertazione IX Concorso Corale Nazionale Città di Fermo.
- 2019 - Premio Speciale Feniarco per la miglior esecuzione di un brano di autore vivente al IX Concorso Corale Nazionale Città di Fermo.

## Discografia
- 2008 - Paesaggio Umbro: I Colli del Tezio composizioni di Antonio Rossi (CD - UMC, Centro Documentazione Ecomuseo Colli di Tezio)
- 2014 - Geometrie Vocali - Sacred Songs (CD - Libercantus)
- 2019 - Fratres (CD - Armel Music - CNI)